# Uganda en los Juegos Olímpicos de Atlanta 1996
Uganda estuvo representada en los Juegos Olímpicos de Atlanta 1996 por un total de 10 deportistas que compitieron en 4 deportes.
La portadora de la bandera en la ceremonia de apertura fue la tenista de mesa Mary Musoke.

## Medallistas
El equipo olímpico ugandés obtuvo las siguientes medallas:
| Nombre       | Deporte   | Competición |
| ------------ | --------- | ----------- |
| Oro          |           |             |
| —            |           |             |
| Plata        |           |             |
| —            |           |             |
| Bronce       |           |             |
| Davis Kamoga | Atletismo | 400 m M     |